# Ignace van Swieten

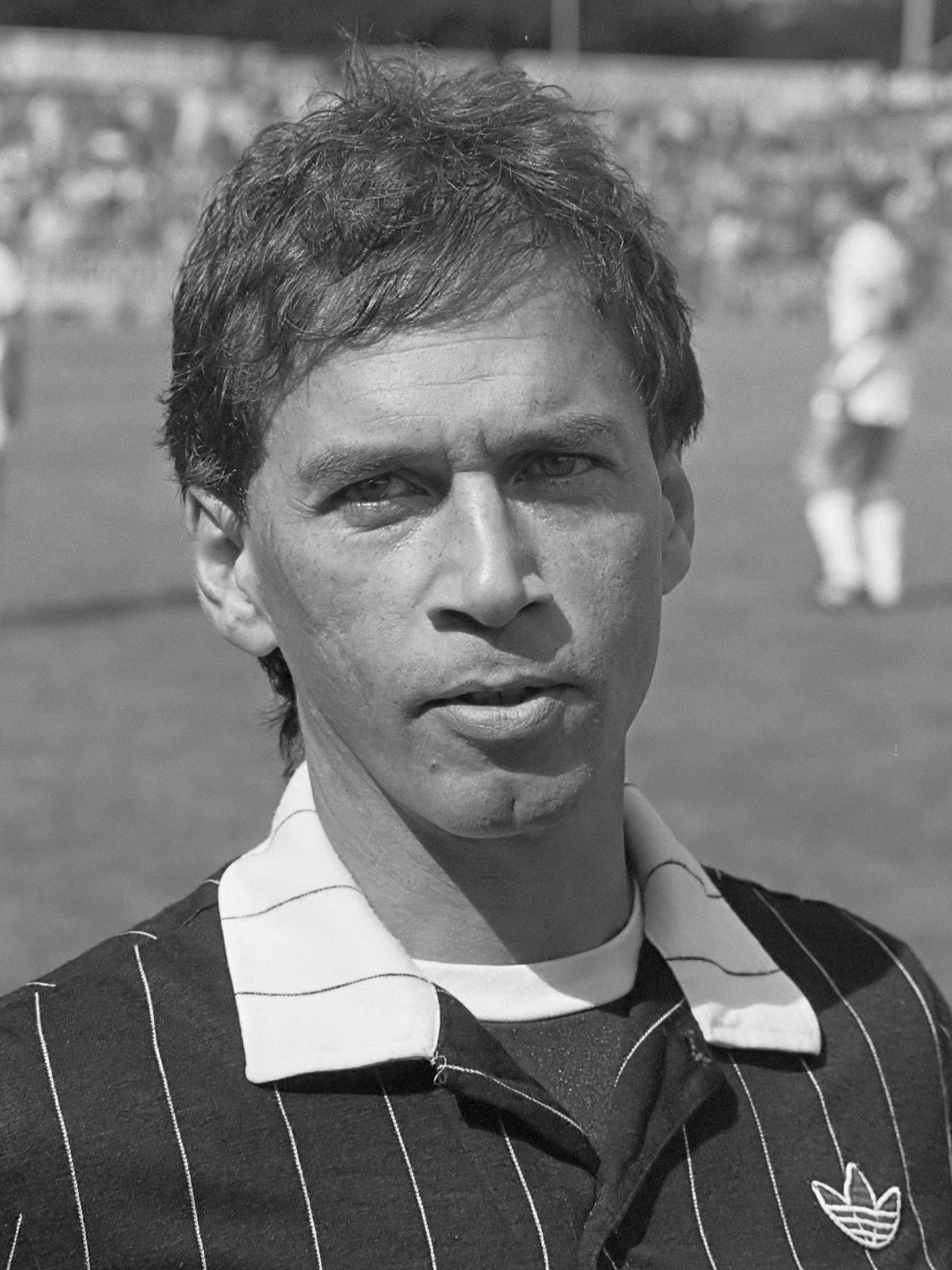
Ignace van Swieten (1986)

Ignace van Swieten (* 5. Januar 1943 in Semarang; † 4. Mai 2005 auf Gran Canaria) war ein niederländischer Fußballschiedsrichter, der als erster Unparteiischer im niederländischen Profifußball offen als Homosexueller lebte.

## Leben
Van Swieten kam in einem japanischen Gefangenenlager in der Nähe von Semarang in Niederländisch-Indien zur Welt.
Schon bevor er 1976 sein erstes Spiel im Profibereich bestritt, war bekannt, dass er homosexuell war. Auch wenn er damit nicht nur der erste Unparteiische im niederländischen Profifußball war, sondern auch einer der Ersten in der Sportwelt der Niederlande, der öffentlich zu seiner Homosexualität stand, sorgte diese Tatsache zu diesem Zeitpunkt nicht für Aufregung.
Hauptberuflich arbeitete er als Bewährungshelfer. 1990 wurde er von einem Klienten in seiner Wohnung überfallen und im Drogenrausch so brutal mit einem Hammer misshandelt, dass er nur knapp überlebte. Der Täter rechtfertigte die Tat zunächst mit einer angeblichen sexuellen Annäherung van Swietens. Dieser wurde daraufhin festgenommen. Obwohl die Homosexualität des Schiedsrichters zuvor kein großes Thema gewesen war, wurde diese daraufhin zum Aufhänger für eine Vielzahl öffentlicher Angriffe. Ein Gericht verurteilte ihn wegen sexueller Belästigung. Er verlor daraufhin seine Arbeit. Kurze Zeit später nahm der Angreifer seine Anschuldigungen gegen van Swietens zurück. Er räumte ein, dass er gehofft habe, mit seinem Überfall Geld zu erbeuten. Eine sexuelle Belästigung hatte nicht stattgefunden.
Von dem Angriff auf ihn und den Folgen erholte sich van Swieten nicht mehr vollständig. Am 4. Mai 2005 starb er im Alter von 62 Jahren auf Gran Canaria an den Spätfolgen seiner Verletzungen.

## Karriere als Schiedsrichter
Van Swieten war seit 1976 Schiedsrichter in der niederländischen Profiliga und wurde 1983 FIFA-Schiedsrichter. In den 1980er Jahren gehörte er zu den besten Schiedsrichtern seines Landes und wurde dort 1984 zum „Schiedsrichter des Jahres“ gewählt.
Der Angriff auf ihn im Jahr 1990 stoppte seine Karriere jäh. Er erholte sich von den Ereignissen des Jahres nicht mehr und pfiff nie wieder professionell Fußball-Partien. In Anerkennung seiner Leistungen ernannte ihn der Königlich-Niederländische Fußballbund (KNVB) 1991 aber zum Ehrenmitglied.
In seinen letzten Jahren war er für den KNVB als Fußballdozent an dessen Akademie tätig. Unter anderem leitete er Schiedsrichterkurse in Suriname, auf den Niederländischen Antillen, in Kenia und in Sambia.